# 哈瑪科拉吉戰鬥
哈瑪科拉吉戰鬥（Battle of Hamakouladji）是一場發生於2013年5月4日的戰鬥，一支馬利軍部隊和西非統一和聖戰運動（MOJWA）份子在加奧北方約40公里 (25英里) 、泰勒西（Tilemsi）下轄的哈瑪科拉吉（Hamakouladji）村莊爆發衝突。

## 概況
根據馬利軍指揮官、上校Kassim Goita表示，約下午1時30分時一名可疑男子騎乘摩托車闖過檢查哨，士兵隨即於後追逐並攔截審問。不過就在訊問時，一輛滿載炸藥的四輪驅動車急速向該地前進，而車上乘客朝向士兵掃射，目的是使部隊轉移注意力，讓摩托車騎士有時間引爆身上的炸藥。
根據政府當局表示，兩名馬利士兵在衝突中陣亡，而有八名軍人被送往他地救治，四名士兵輕傷。另一方面，包括扮作騎士的自殺炸彈客和兩名企圖使用汽車炸彈攻擊未果的份子全皆陣亡，不過自殺炸彈客身上的炸藥最終成功引爆，造成兩位士兵死亡。
法新社則報導伊斯蘭組織可能有五人死亡。
MOJWA未承認此次衝突由其所發動。該組織為加奧區最活躍的伊斯蘭激進派團體。